# Bejliket Tunis
Bejliket Tunis bildades den 17 juli 1705, efter att Husainiddynastin ledd av Al-Husayn I ibn Ali at-Turki besegrat de osmanska dejerna. 
Trots detta var Tunis i praktiken en vasallstat till det Osmanska riket och fredagsbönen utropades i den osmanske sultanens namn, pengar trycktes till hans ära, och ambassadören kom årligen med gåvor till Istanbul. Man slutade betala tribut 1871.
Under 1800-talet utökades självstyret. 1861 antog Tunis arabvärldens första konstitution, men steget mot självständighet hindrades av ekonomiska problem och politiska oroligheter. 1869 förklarade staten sig själv som bankrutt, och en internationell kommission med representanter från Frankrike, Storbritannien och Italien tillsattes för att få ekonomin på fötter igen.
Tunisien stod sedan under franskt protektorat från 1881, och blev fullt självständigt 1956.

### Fotnoter
1. ↑  ”Tunisia”. World Statesmen. http://www.worldstatesmen.org/Tunisia.html. Läst 23 mars 2012.